# Preguiça Airport
Preguiça Airport är en flygplats i Kap Verde. Den ligger i den norra delen av landet, 200 km norr om huvudstaden Praia. Preguiça Airport ligger 181 meter över havet. Den ligger på ön Ilha de São Nicolau.
Terrängen runt Preguiça Airport är huvudsakligen kuperad, men åt sydost är den platt. Havet är nära Preguiça Airport åt sydost. Trakten är glest befolkad. Närmaste större samhälle är Vila da Ribeira Brava, 3,5 km nordväst om Preguiça Airport. 
Omgivningarna runt Preguiça Airport är i huvudsak ett öppet busklandskap.